# 酒井美意子
酒井 美意子（さかい みいこ、1926年（大正15年）2月18日 - 1999年（平成11年）10月5日）は、日本のマナー・皇室評論家。旧姓・前田。加賀前田家16代当主で侯爵・前田利為の長女。母は雅楽頭系酒井家宗家20代当主で伯爵・酒井忠興の次女菊子。同家22代当主・酒井忠元の妻。

## 略歴
- 1927年（昭和2年）4月からロンドンで過ごす[2]。
- 1930年（昭和5年）9月に帰国[3]、その後女子学習院に入学、昭和天皇の第一皇女・照宮成子内親王と同級・学友となる[4]。
  - 女子学習院卒業[5]。
- 1943年（昭和18年） - 1945年（昭和20年）、外務省政務秘書官室勤務[6]。
- 1945年（昭和20年）3月、従兄の酒井忠元と結婚[7][8]。
- 1946年（昭和21年）、社交クラブをオープンする[9]。
- 1950年（昭和25年）、クラブ経営から撤退する[10]。
- 1959年（昭和34年）、評論家としての活動を開始する。専門はマナー、エチケット、その後皇室関係にも拡がる[11][12]。
- 1973年（昭和48年）、ハクビ総合学院学長となる[13]。
- 1977年（昭和52年）からは、百合姿きもの学院と京都きもの学院の学長を兼任した[14]。

## 幕末の前田家について
女子学習院中等科の学生だった頃、同じ旧大名華族の娘である級友と幕末の前田家について次のような会話をしたという。
- 美意子「だけど幕末には目覚ましいご活躍だったでしょう？」
- 級友「まあ、幕府に長年の恨みをはらすためにね。あのとき前田さんは、だいぶあとになってから朝廷側におつきになったのね」
- 美意子「そうなの。だって将軍家とは親類でもあったし、うかつには動けなかったらしいのね。うちの父がいつも申しますの。あのとき立ち遅れたのはまずかったって」
- 級友「ほんとね。だから論功行賞で損なさったのよ。もっと早く兵を挙げてらしたら、侯爵ではなく、当然公爵だったというお噂ね」

## 著作物

### 著書
- 1966年（昭和41年） - 『マナー小事典 : 基本から公式まで』 池田書店
- 1969年（昭和44年） - 『若いふたりのマナー : デイト・ステディ・婚約・友人』 池田書店
- 1971年（昭和46年）
  - 『酒井美意子のエチケットの本 : 愛される人になるために』 サンケイ新聞社出版局
  - 『和服の常識 : いつ、何を、どう着るか』 三崎書房
- 1972年（昭和47年）
  - 『おヨメに行くとき読む本 : 女であるとは、どういうことか』 主婦と生活社
  - 『女の生き方 : 演技の値打ちを見直す本』 徳間書店
  - 『きものの常識 : ちょっぴり差をつけるための400項』 主婦と生活社
- 1973年（昭和48年）
  - 『男を見る眼 : このずる賢くも、可愛い動物の研究』 主婦と生活社
  - 『最新・おつきあい読本 : 賢い女性のマナー集』 佼成出版社
  - 『一人暮しの経済学 : 優雅な生活のすすめ69章』 日新報道
- 1974年（昭和49年）
  - 『縁談成功法 : 幸せな結婚への男性鑑別法と交際の作法』 講談社
  - 『会話のおしゃれ : 実用89の秘訣集』 三笠書房
  - 『君主学入門 : 加賀前田家“お家安泰"の秘密』 徳間書店
  - 『恋をしたときから読む本 : 愛されるための男性研究』 主婦と生活社
  - 『新マナー小事典 : 改まった場で困らないために』 池田書店
  - 『女性のマナー : 冠婚葬祭の常識』 ひかりのくに
- 1975年（昭和50年）
  - 『子どもをしつける : 自信が持てるしつけ成功法』 読売新聞社
  - 『図解・マナー全科』 家の光協会
  - 『装いの設計 : 個性的なおしゃれプラン』 ひかりのくに
- 1978年（昭和53年）
  - 『会話のおしゃれ』 三笠書房
  - 『女性よ、もっと貴女を演出しなさい』 潮文社
  - 『聡明な女の生き方 : ライフワークのみつけ方から知的生活の方法まで』 主婦と生活社
- 1979年（昭和54年）
  - 『食通にささげる本 : 誰も言わなかった“味”“店”“雑学”』 青春出版社
  - 『こんなとき何を着るか : 冠婚葬祭、交際で成功する装い』 祥伝社
- 1980年（昭和55年）
  - 『おしゃれ話術 : 魅きつける言葉のメイクアップ』 経済界
  - 『おヨメに行くとき読む本 : 女であるとは、どういうことか』 主婦と生活社
- 1981年（昭和56年） - 『冠婚葬祭とマナー : カラー版』 家の光協会
- 1982年（昭和57年）
  - 『ある華族の昭和史 : 上流社会の明暗を見た女の記録』 主婦と生活社
  - 『風雪を越えて : 山本信嗣の歩んだ道』 財界展望新社 ISBN 4-87934-013-8
- 1983年（昭和58年）
  - 『あなたを美しく魅せるマナー : 最新版おもしろなるほど事典』 日本経営指導センター
  - 『女らしく生きる』 大和書房
  - 『「加賀百万石」前田家にみる危機に強い経営術』 日本経営指導センター
  - 『困った時はこう書く : すぐ役立つ手紙文例集』 PHP研究所 ISBN 4-569-21007-4
  - 『酒井美意子のマナーの本』 大和書房
  - 『モテる女への神話 : いい女への秘密』 大和書房 ISBN 4-479-18012-5
- 1984年（昭和59年）
  - 『女ひと通りのことができなくちゃ : 新・暮らしと生き方の知恵15章』 主婦と生活社
  - 『女らしく生きる』 ダイワアート
  - 『風の戯れ』 中央公論社 ISBN 4-12-001299-9
  - 『酒井美意子のマナーの本』 ダイワアート
  - 『長男と結婚するとき読む本』 主婦と生活社 ISBN 4-391-10815-1
  - 『まごころの贈り物選び方と贈り方』 ロングセラーズ ISBN 4-8454-0187-8
- 1985年（昭和60年） 
  - 『酒井美意子のマナー美人になる本』 画：志摩ようこ 講談社 ISBN 4-06-189807-8
- 1986年（昭和61年）
  - 『ある華族の昭和史 : 上流社会の明暗を見た女の記録』 講談社文庫 ISBN 4-06-183528-9
  - 『かしこい女性のマナー集』 ダイワアート
  - 『ほんものマナー秘訣集』 主婦と生活社 ISBN 4-391-10932-8
- 1987年（昭和62年）
  - 『おしゃれ上手』 三笠書房・知的生きかた文庫 ISBN 4-8379-0199-9。新版2001年（平成13年）
  - 『酒井美意子のマナーの本 : 愛される人になるために』 大和書房 ISBN 4-479-18062-1
  - 『20歳からの魅力学 : あえて八方美人のすすめ』 大和書房 ISBN 4-479-18071-0
  - 『良妻の心得百科』 ぎょうせい ISBN 4-324-00850-7
- 1988年（昭和63年）
  - 『会話のおしゃれ』 三笠書房知的・生きかた文庫 ISBN 4-8379-0282-0
  - 『皇室に学ぶマナー』 ダイワアート
    - 『ロイヤルマナー ： 皇室・伝統の礼儀と作法』 大和書房、2001年（平成13年） ISBN 4-479-01145-5
- 1989年（平成元年）
  - 『“おしゃれな女"が読む本』 三笠書房・知的生きかた文庫 ISBN 4-8379-0355-X
  - 『結婚式&お葬式』 広済堂出版 ISBN 4-331-00463-5
  - 『酒井美意子のお葬式で困らない本』 大陸書房 ISBN 4-8033-2367-4
  - 『20歳からの恋愛術・交際術』 大和書房 ISBN 4-479-18085-0
- 1990年（平成2年）
  - 『お嬢様倶楽部 : フィニッシングスクールお入門』 丸善メイツ ISBN 4-89577-038-9
  - 『お嬢さまご用達読本 : 酒井美意子のマナー・エッセイ』 婦人画報社
  - 『冠婚葬祭事典 : すぐに役立つ、恥をかかない』 広済堂出版 ISBN 4-331-00477-5
  - 『素敵と言われるマナーブック』 青春出版社 ISBN 4-413-08026-2
  - 『花のある女性って、素敵ね』 主婦と生活社 ISBN 4-391-11300-7
- 1992年（平成4年）
  - 『加賀百万石物語　秘史・前田家の戦争と平和』 主婦と生活社/角川ソフィア文庫、2001年（平成13年） ISBN 4-043-60901-9
- 1995年（平成7年）
  - 『写真集 華族の肖像』 清流出版 ISBN 4-916-02807-4
  - 『昭和マイラヴ : 思い出すことの多き日々かな お姫さまエッセイ』 清流出版 ISBN 4-916-02808-2
  - 『元華族たちの戦後史　没落、流転、激動の半世紀』　宙出版（主婦と生活社）／講談社＋α文庫、2016年（平成28年）　ISBN 4-06-281677-6

### 共著
- 1972年（昭和47年） - 『着つけ全科 : 図解』 共著者：滝沢静江 家の光協会
- 1975年（昭和50年） - 『ミセスの着こなし』 共著者：友井静枝 佼成出版社
- 1977年（昭和52年） - 『宝石全書』 共著者：池田裕 主婦と生活社
- 1990年（平成2年） - 『欧羅巴・日本正統派マナー事典』 共著者：司良介 徳間書店 ISBN 4-19-384350-5

### 共編書
- 1973年（昭和48年） - 『皇女照宮』 共編者：北条誠、霜山操子 秋元書房

### 監修書
- 1990年（平成2年）
  - 『祝儀・不祝儀-いまの常識111』 徳間書店 ISBN 4-19-384383-1
  - 『すぐに役立つ式辞あいさつ実例集』 家の光協会 ISBN 4-259-53674-5

## 親族
- 父の義父：前田利嗣 - 旧・加賀藩主前田家15代当主、侯爵
- 父の義父の妹：有栖川宮威仁親王妃・慰子（やすこ）
- 父の義父の妹の配偶者：近衛篤麿
- 父：前田利為 - 旧・加賀藩主前田家16代当主、侯爵
- 母：前田菊子 - 酒井忠興次女、前田利為 夫人。久邇宮朝融王#婚約破棄事件も参照。
- 義父・義伯父：酒井忠正 - 雅楽頭系酒井家宗家21代当主
- 義母・伯母：酒井秋子 - 酒井忠興 長女、酒井忠正 夫人
- 夫・従兄：酒井忠元 - 雅楽頭系酒井家宗家22代当主
- 長男：酒井忠紀 - 雅楽頭系酒井家宗家23代当主
- 義娘：酒井峰子 - 倉石濱治 三女、忠紀 夫人
- 長女：酒井美津子 - 宮岸良憲 夫人
- 次男：酒井忠澄
- 義娘：酒井順子 - 近間孝雄 長女、忠澄 夫人